# Zámecký mlýn (Pátek)
Vodní mlýn v Pátku u Peruce v okrese Louny je vodní mlýn, který stojí v areálu zámku v Pátku na řece Ohře. Je chráněn jako nemovitá kulturní památka České republiky.

## Historie
Mlýn je zmíněn roku 1410 v Urbáři strahovském: „Item (na Pátku) jest jeden mlýn se 7 koly dobře upravenými na Ohři“. Náležel k zámku a vlastnili jej Šternberkové a poté Ditrichštejnové; v roce 1710 jej získal Strahovský klášter.
K roku 1710 měl mlýn 7 složení, později pouze 4. V roce 1782 při prodeji se o něj ucházel pražský mlynář Horáček, mlýn nakonec zakoupil nájemce Prokop Vokurka za 3000 zlatých v hotovosti a 150 zlatých ročního platu. Jeho syn Dominik Vokurka poté zhotovil nové vnitřní zařízení.
V roce 1915 mlýn vyhořel. Byl obnoven a k roku 1930 je uváděn majitel Otakar Šebek. Za květnového povstání v roce 1945 byl mlynář Vratislav Voral zvolen předsedou revolučního národního výboru a stárek Karel Strejc členem revolučního národního výboru v Pátku. Oba byli 7. května 1945 prchajícími nacisty zavražděni.

## Popis
Většina budov mlýna byla zvenčí ozdobena sgrafity, jejichž torza jsou na fasádě patrná.
Původní elektrárna byla odstavena v roce 1957. Současná MVE byla vystavěna jako příjezová po roce 2000.
 Při mlýně pracovala také pila, která se nedochovala. Voda na vodní kolo vedla náhonem od jezu na turbínový domek a odtokovým kanálem se vracela do řeky. 
 V roce 1930 měl mlýn 1 Francisovu turbínu (hltnost 4,5 m³/s, spád 1,4 m, výkon 63 HP).
Od roku 1587 byl mlýn zabezpečen pro případ povodně. V přístavku na jižní straně měl jedno zvláštní složení poháněné vodou z Dybeřského potoka. Voda byla poté vedena umělým korytem od páteckých luk do panské zahrady a odtud do rybníka pod zámkem. Z tohoto rybníka pak po korytech na pilu a šrotovník a dál na ono zvláštní složení.